# Fast telefoni

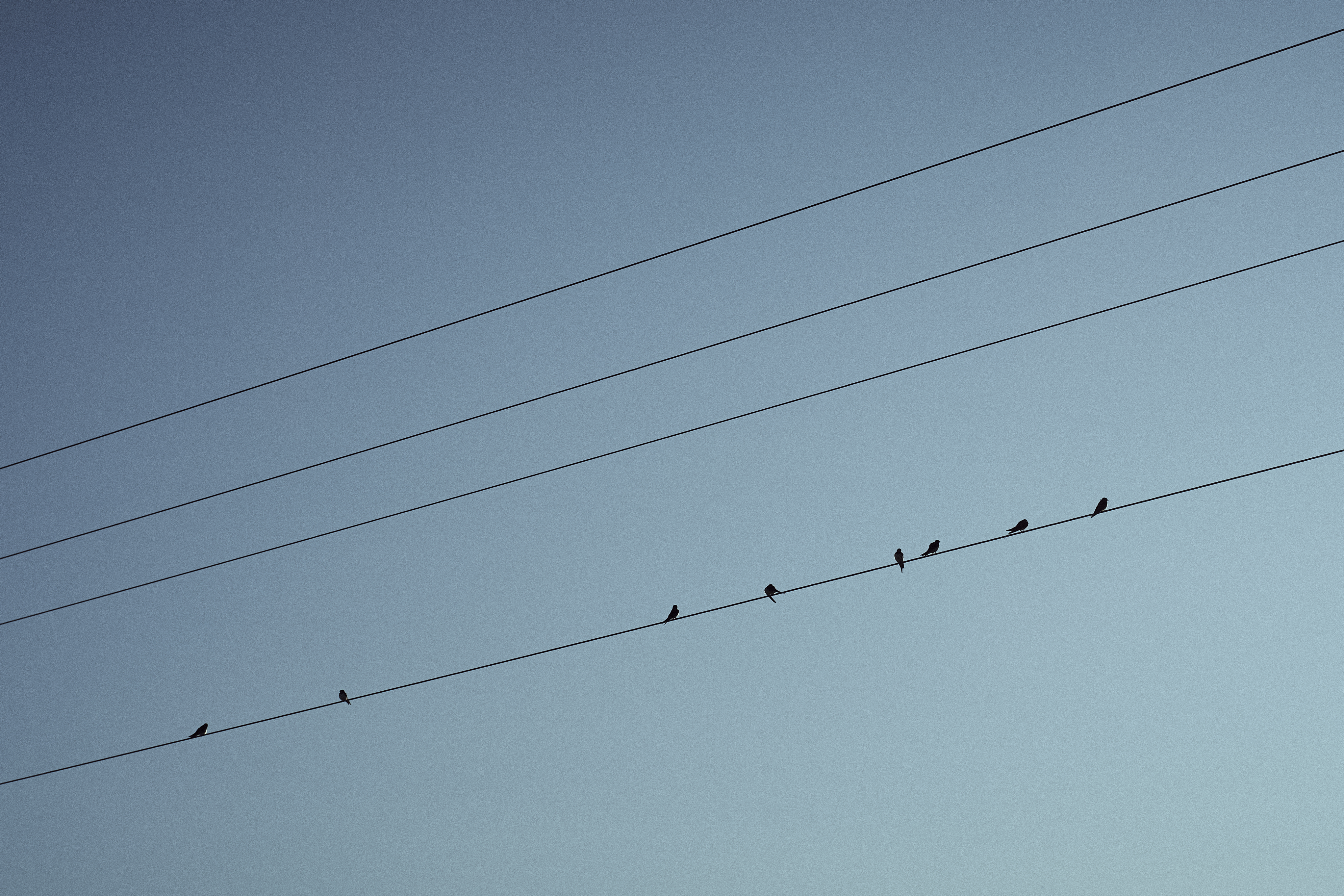
Telefonledningar.

Fast telefoni, även kallat kopparnätet, är telefoni baserad på ett nätverk av ledningar som kopplas samman i telefonväxlar.
Som upphovsman till telefoni, och därmed även fast telefoni, räknas skotten Alexander Graham Bell [källa behövs] (1847–1922). I Sverige var det Lars Magnus Ericsson (1846–1926) som 1876, efter Bells idéer, byggde upp en verksamhet kring den fasta telefonin. Ursprungligen var telefonväxlar manuella, sedan (från 1920-talet i Sverige) automatisk-mekaniska. Tekniken har under årens lopp fått många förbättringar varav införandet av den datastyrda AXE-växeln på 1970-talet är en viktig milstolpe, då denna möjliggjorde telefonitjänster som i Sverige kom att kallas PLUS-tjänster, till exempel *21* för att vidarekoppla en telefon till en annan.
Under slutet av 1990-talet och början av 2000-talet utmanades den fasta telefonin av mobiltelefoni och internettelefoni. Koppartråden används även för att dra in bredband med hjälp av olika DSL-tekniker. I Sverige avvecklas kopparnätet och DSL-abonnemang under 2010- och 2020-talen, till förmån för tekniker som anses mer framtidssäkra.